# Eric Paterson
Eric Evan Paterson (* 11. September 1929 in Edmonton, Alberta; † 14. Januar 2014 in Sherwood Park, Alberta) war ein  kanadischer Eishockeytorwart. Bei den Olympischen Winterspielen 1952 gewann er als Mitglied der kanadischen Nationalmannschaft die Goldmedaille. 

## Karriere

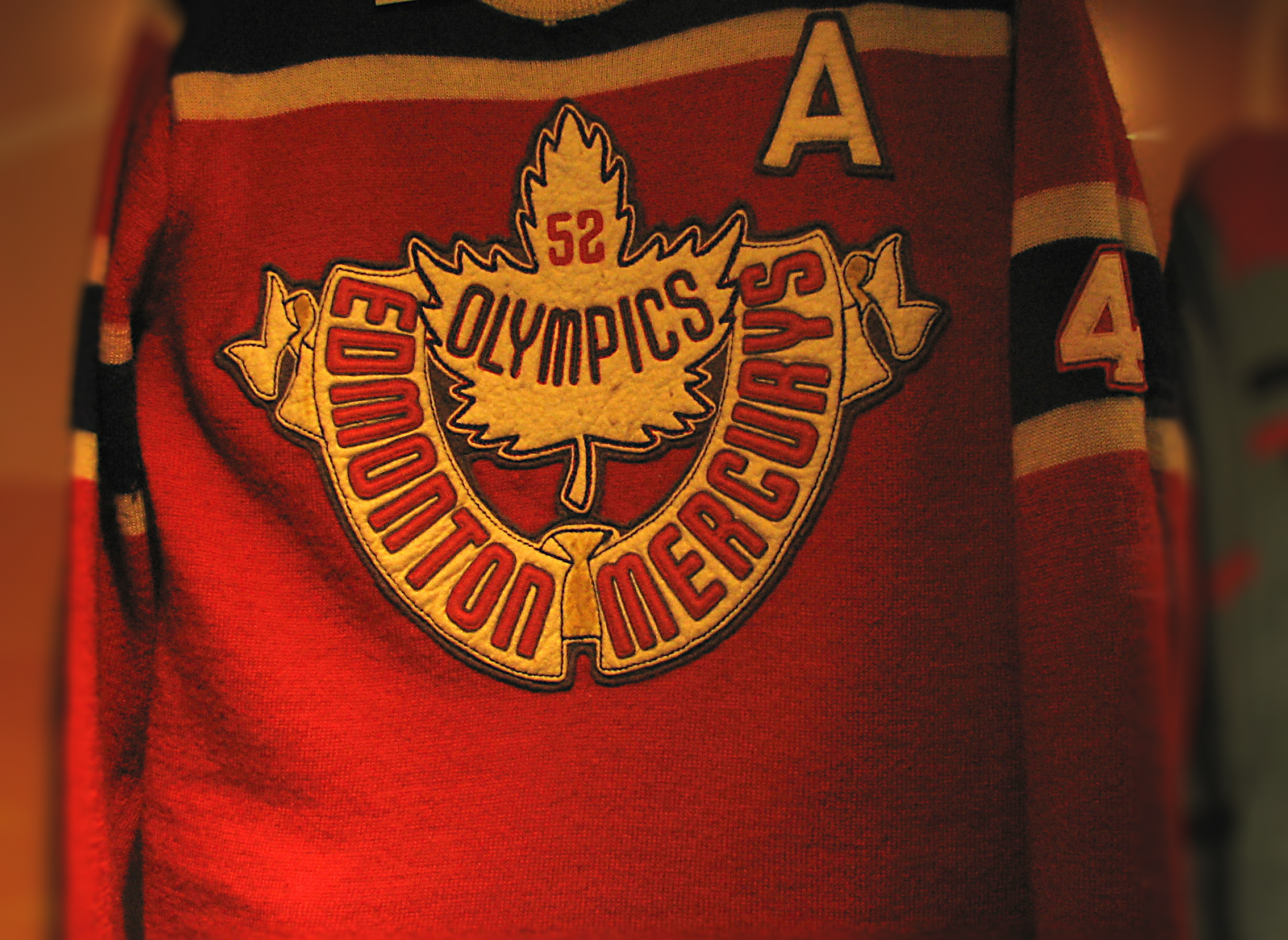
Trikot der Edmonton Mercurys bei den Olympischen Winterspielen 1952

Eric Paterson spielte während seiner Karriere als Eishockeytorwart bei den Edmonton Maple Leafs in der Edmonton Junior Hockey League, für die er zwei Jahre lang spielte. Anschließend spielte er ein Jahr lang für die Regina Caps in der Western Canada Major Hockey League. Mit den Edmonton Mercurys, zu denen er erst wenige Monate vor Turnierbeginn stieß, repräsentierte er 1952 Kanada bei den Olympischen Winterspielen. In der Saison 1953/54 lief er für die Nelson Maple Leafs in der Western International Hockey League auf. In der Saison 1958/59 stand er in einem Spiel für die Edmonton Flyers aus der Western Hockey League zwischen den Pfosten sowie in sieben Spielen für die Rossland Warriors aus der WIHL. Anschließend beendete er seine Eishockeykarriere. 

### International
Für Kanada nahm Paterson an den Olympischen Winterspielen 1952 in Oslo teil, bei denen er mit seiner Mannschaft die Goldmedaille gewann.

## Erfolge und Auszeichnungen
- 1952 Goldmedaille bei den Olympischen Winterspielen